# Copap
Copap (posiblemente del quechua qupa el mineral turquesa y el color turquesa, -p un sufijo ) es una montaña en la Cordillera Blanca en los Andes del Perú cuya cumbre alcanza unos 5570 metros (18 274 pies) o 5579 metros (18 304 pies) sobre el nivel del mar dependiendo de la fuente. Se encuentra en el distrito de Chacas, provincia de Asunción, Ancash; el macizo Perlilla pertenece al mismo sistema glacial de Copap. En 1998, se informó que tenía el glaciar más largo de la Cordillera Blanca (7 km).